# Totò sceicco
Totò sceicco (bra: Totó, um Sheik das Arábias) é um filme italiano de 1950, dirigido por Mario Mattòli.

## Sinopse
Antonio Sapone é o mordomo da marquesa  de San Frustone, uma mulher gorda que parte, uma atrás de outra, as cadeiras do palácio, quando chora por causa dos problemas que lhe causa o filho o marquês Gastone. Antonio usa um apito para chamar os criados e um elevador de carros para fazer subir a marquesa. O marquês, depois de discutir com a namorada, Lulú, tenta suicidar-se, mas é impedido por Antonio. Decide então alistar-se na Legião Estrangeira, para não mais ver Lulú. A marquesa solicita a Antonio que vá com ele, para o impedir de fazer qualquer coisa estúpida. E Antonio aceita, em troca de uma casa. Mas acaba nas fileiras dos rebeldes, confundido com um filho do sheik que tinha sido capturado anteriormente. Depois de salvar a Gastone - que ia capturar o sheik - ambos empreendem uma fuga pelo deserto, e descobrem uma cidade subterrânea, a antiga Atlântida, onde reina a rainha Antinea. Quem se atrever a olhar para o seu rosto terá um irresistível desejo de a beijar, mas os seus beijos são mortais. Estão a ponto de escapar, quando os legionários descobrem a passagem que conduz à cidade e destroem tudo. 